# Life (film fra 1920)
|  | For andre betydninger, se Life (flertydig) |
Life er en amerikansk stumfilm fra 1920 af Travers Vale.

## Medvirkende
- Nita Naldi som Grace Andrews
- Hubert Druce som Tom Andrews
- Jack Mower som Bill Reid
- J.H. Gilmour som William Stuyvesant
- Arline Pretty som Ruth Stuyvesant
- Leeward Meeker som Ralph Stuyvesant
- Rod La Rocque som Tom Burnett
- Edwin Stanley som Dennis O'Brien
- Curtis Cooksey som 'Bull' Anderson
- Geoffrey Stein som 'Dutch' Joe Schmidt
- Effingham Pinto som Monsignor Henri